# 丸山章治
丸山 章治（まるやま しょうじ、1906年2月27日-1968年11月30日）は、日本の映画監督、活動弁士、俳優。

## 人物
活動弁士としては、徳川夢声の直弟子でサイレント映画創成期の活動弁士のひとりとして記録されている。
トーキー時代になってからは俳優やナレーターとしても活躍した。俳優としての出演作は、PCLの『桃中軒雲右衛門』（1936年）、山本嘉次郎『綴方教室』（1938年、東宝）、『忠臣蔵 前篇・後篇』（1939年、東宝）など。
ナレーターとしての代表作は、森山一雄監督『陸の荒鷲』（1938年、加治商会）、亀井文夫監督「日本の悲劇　自由の声」（GHQによって公開禁止、39分、1946年、日本映画社）。
戦後、東宝教育映画部などで、記録映画監督として活躍した。

## 受賞
監督を務めた記録映画『こども議会』（1947年）は、民間情報教育局（CIE）の激賞を受け、文部大臣賞、民主政治教育連盟賞を受賞。東宝退社後の『粟野村』（1954年、21分、東京シネマ）で、第1回教育映画祭特別賞、キネマ旬報短篇映画ベストテン第5位。監督作品『新しい米つくり』（1955年、東京シネマ）は、全日本PR映画コンクール特別賞、1956年ユーゴ国際農業教育映画祭最高外国映画賞、1957年ロンドン映画祭サンデー・タイムズ賞を受賞。

## 経歴と作品

### 活動弁士から俳優へ
- 1906年2月27日、神奈川県横浜市生まれ[1]。旧制中学校卒業をへて、日本映画俳優学校（1923年開校、同窓に小杉勇）説明科を卒業後、新宿武蔵野館（1928年開館）の説明部に就職[1]。
- 1936年、『桃中軒雲右衛門』（PCL）、松井稔監督『武士道朗らかなりし頃』（PCL、吉本興業共同製作）に出演。
- 1937年、渡辺邦男監督『北支の空を衝く』（PCL）出演。
- 1938年、森山一雄監督『陸の荒鷲』（加治商会）の解説担当。山本嘉次郎『綴方教室』（東宝）出演。
- 1939年、『忠臣蔵 前篇・後篇』（東宝）出演。

### 記録映画との出会い
- 1946年、亀井文夫監督がニュース映画を再編集した記録映画「日本の悲劇　自由の声」（39分、日本映画社）でナレーションを担当。
- 1947年、東宝教育映画部に配属される。監督作品「こども議会」（1947年）が好評。アニメーション映画『ムクの木の話』（1947年、東宝教育映画部）脚本・監督。関川秀雄監督『名探偵ヒロシ君』（東宝教育映画部）脚本。
- 1948年、『教育改造』（通号17）に「新らしい教育映画のために」掲載。
- 1953年、雑誌『人物往来』7月号の座談会「夢声先生行状記」に参加。同年、『鳥島のあほうどり』（共同映画社）のナレーター。
- 1954年、『粟野村』（21分、東京シネマ）監督。同年、『視聴覚教育』に「みんなの力で作られる一本の教育映画」発表。
- 1955年、『新しい米つくり』（東京シネマ）監督。
- 1956年、『コトバと態度』（三木映画社）監督。『雪舟』(東京シネマ)解説。
- 1957年、『誰かがやるだろう』（20分、三木映画社）監督。
- 1958年、『叱るもの叱られるもの』（19分、日本映画新社・三木映画社）監督。
- 1959年、『花と昆虫』（日本映画社）監督。
- 1966年、『24時間の健康−生活のリズム−』（28分、新生映画）監督。